# 李鹏程
李鹏程（1963年12月—），男，中共政治人物、军事人物，中共党员，中国人民解放军海軍中将、第十四屆全國人大代表。

## 生平
李鹏程曾任海军司令部航海保证部部长，北海舰队副参谋长，并在任内成为中国人民解放军海军索马里护航行动第十六批护航编队指挥员，率部前往亚丁湾和索马里海域展开护航行动。完成护航任务后，李鹏程调任中国人民解放军海军装备研究院院长。2016年起，李鹏程历任东海舰队参谋长、海军副参谋长。2024年，李鹏程出任南部战区海军司令员，升任海军中将。
2024年11月29日，因涉嫌严重违纪违法，被海军军人代表大会罢免第十四届全国人大代表职务。